# Sommer-Paralympics 1988/Goalball
Bei den Sommer-Paralympics 1988 in Seoul wurden 2 Goalballturniere ausgetragen.

## Männer
| Platz | Land | Sportler |
| ----- | ---- | --- |
| 1     | YUG  | Muhamed Arnautovic, Miroslav Jancic, Adam Kablar, Rajko Kopac, Dragan Sremcevic                                                 |
| 2     | USA  | Darryl Holden, Reni Jackson, Jeffrey May, George Morris, James Neppl, Jerry Windell                                             |
| 3     | EGY  | Ahmed Mamoud Abouzeed, Hussein Mohamed Ahmed, Ahmed Mohamed Aween, El Said Mohamed El Said, Bekhit Gad, Mohamed Mohamed Sherief |

## Frauen
| Platz | Land | Sportler                                                                                          |
| ----- | ---- | ------------------------------------------------------------------------------------------------- |
| 1     | DEN  | Ella Andersen, Helle Brodersen, Kirste Christensen, Ann Howalt, Katja Hunersen, Lene Skov Jensen  |
| 2     | USA  | Patricia Baxter, Donna Budeau, Angie Garlick, Karen Helmacy, Maureen Ryan, April Saunders         |
| 3     | CAN  | Patricia Campion, Lucy Greco, Danielle Lessard, Lisa McLeod, Dianne Robitaille, Helena Rooyakkers |